# Halobrecthina sibylla
Halobrecthina sibylla är en skalbaggsart som först beskrevs av Thomas Casey 1910.  Halobrecthina sibylla ingår i släktet Halobrecthina och familjen kortvingar. Inga underarter finns listade i Catalogue of Life.